# Боян Ботев
Боян Ботев Петков е български офицер, подпоручик. Брат е на поета и революционер Христо Ботев, генерал Кирил Ботев и учителя Стефан Ботев.

## Биография
Боян Ботев е роден на 6 май 1866 г. в семейството на възрожденския учител Ботьо Петков и Иванка Ботева. През 1875 г. след смъртта на баща си заминава за Букурещ, където остава до заминаването на брат му Христо за България, след което заминава за Русия, където постъпва в Южнославянския пансион в Николаев. В пансиона остава до 1879 г., когато заминава за Елисаветград, където постъпва във Военната гимназия. Завършва курса на гимназията през 1883 г. и решава да постъпи като волноопределяющ се във волинския пехотен полк. Преди окончателното си постъпване си взема отпуск и същата година се отправя към България. При среща със съученика си от Южнославянския пансион Димитър Русчев, решава да остане в Княжеството и двамата заедно да постъпят в Софийското военно училище. През 1883 г. постъпва в старшия общ клас на Военното на Негово Княжеско Височество училище, но след Съединението портупей-юнкер Ботев е мобилизирани и зачислен в 7-а рота от 5-и пехотен дунавски полк. Взема участие в Сръбско-българската война (1885). Проявява изключителен героизъм в боевете при Сливница. На 7 ноември 1885 г., при атаката на Три уши е ранен в стомаха и прободен на две места с щик, а със сабята си поваля двама противникови войници. Умира от раните си в София на 10 ноември 1885 г. Посмъртно е произведен в чин подпоручик.